# Pinacoteca comunale di Ostra
La Pinacoteca Comunale di Ostra è situata nel palazzo dei Conventuali; conserva oggetti, arredi e tele di soggetto sacro provenienti dalle chiese dell'anconetano.
Tra i dipinti, una splendida tela di Andrea Sacchi (1599-1661), pittore della scuola romana e un'opera del francese Francesco Perrier (XVII secolo).